# Bratrská škola Praha
Bratrská škola Praha je církevní základní škola. Založena byla roku 1990, čímž se zařadila mezi první protestantské církevní školy v České republice. Vyučovat se začalo od školního roku 1990/1991. Ve třídách je maximálně 24 dětí, což umožňuje individuálnější přístup při výuce. Vedle toho škola umožňuje i domácí vyučování. Ve výuce škola navazuje na Jednotu bratrskou i na názory Jana Amose Komenského a jeho hodnotovým systémem výchovy k charakteru a ctnostem. Každý školní rok začíná společnou modlitbou, která ovšem není pro všechny žáky povinná. Škola je inovativní ve vzdělávání, využívá vrstevnické vyučování, projektovou výuku, na přilehlé zahradě chová včely. Lukostřelba je součástí tělesné výchovy II. stupně. 
Nad školou drží patronát sbor Českobratrské církve evangelické v Praze 8 – Kobylisích, jehož farář vyučuje děti náboženství.